# Baniana ochracea
Baniana ochracea är en fjärilsart som beskrevs av George Francis Hampson 1926. Baniana ochracea ingår i släktet Baniana och familjen nattflyn. Inga underarter finns listade i Catalogue of Life.